# 中国共产主义青年团重庆市委员会
中国共产主义青年团重庆市委员会，简称共青团重庆市委，是中国共产主义青年团在重庆市的地方组织机构，接受中国共产党重庆市委员会和中国共产主义青年团中央委员会的领导。主要负责青年工作。